# 鬼吹灯之巫峡棺山 (2019年电影)
《巫峡棺山》，又名《鬼吹灯之巫峡棺山》，改编自天下霸唱小说《鬼吹灯》系列小说，鬼吹灯系列电影之一。是由新片场传媒股份有限公司、北京完美影视传媒有限责任公司出品、新片场传媒股份有限公司制作，新片场影业独家宣发，卫立洲导演，赵左、于心妍、米特等人主演的一部奇幻冒险电影。本片于2019年5月底在四川成都舉辦了首映禮，同年6月1日在网络平台爱奇艺播出。
本片2019年6月4日显示的豆瓣评分为3.4分，目前豆瓣平台上已无此电影信息，爱奇艺平台上已无法播放此影片，原因不明。

## 劇情
讲述胡八一、杨和王胖子等人在四川青溪鎭地仙村封氏古迹探秘的故事。

## 外部連結
- 互联网电影数据库（IMDb）上《鬼吹灯之巫峡棺山》的资料（英文）